# Olasz Radikális Párt
Az Olasz Radikális Párt egy liberális és libertariánus olaszországi politikai párt volt. A párt évtizedeken keresztül az egyetlen antiklerikális, polgári liberális, liberális és zöld ideológiájú olasz párt volt. Habár a párt sosem ért el sok szavazót, az olasz politikai életben hagyományosan a baloldali pártokkal volt szoros viszonyban, a szocialistákkal, kommunistákkal és a Proletár Demokrácia pártokkal.

## Története
1955-ben alapította a pártot Mario Pannunzio, aki 32 társával kilépett az Olasz Liberális Pártból, aminek a baloldali szárnyát képviselte. A névvel az 1877 és 1925 között létezett Radikális Párttal váltak ideológiai folytonosságot: liberális és szekulás értékrendűek voltak: támogatták az állam és egyház szétválasztását és az Olasz Alkotmányban foglaltak teljeskörű végrehajtását. Az új pártnak olyan jelentős személyei voltak, mint Bruno Villabruna, Mario Pannunzio, Ernesto Rossi, Leo Valiani, Guido Calogero, Giovanni Ferrara, Paolo Ungari, Eugenio Scalfari és Marco Pannella.
1962-ben Leopoldo Piccardi radikális párti politikusról kiderült, hogy a fasizmus évei alatt 1938 és 1939 között részt vett a fajvédelmi törvény kidolgozásában, ami miatt a párt vezetése lemondásra szólította őt fel. Számos párttag ekkor átment a szocialistákhoz és republikánusokhoz.
1963-ben alapította újra a pártot Marco Panella és Gianfranco Spadaccia.
Az 1960-as évek végére a párt újjáéledt és a polgárjogi mozgalmak legfőbb képviselőjévé vált: a válás és az abortusz engedélyezéséről szóló népszavazásért kampányolt, ellenezték a sorkatonai szolgálatot. Emellett felkarolták a feminizmust valamint Olaszország történelmében elsőként támogatták a homoszexuálisok jogait, többek között a Fuori! nevű melegjogi szervezetet. Az áttörésre 1976-os választásokon került sor, ugyanis 4 mandátumuk lett a Képviselőházban: Marco Panella, Emma Bonino, Adele Faccio és Mauro Mellini lettek a párt képviselői.
A legjobb eredményüket az 1979-es választásokon érték el: 3.5%-kal 18 képviselőjük és 2 szenátoruk lett. Ez a siker Marco Panella vezette polgárjogi vívmányoknak volt köszönhető: ugyanis Panelláék kezdeményesére tartották meg 1974-ben a válásról szóló népszavazást, amely sikeres lett és a válás legális maradt Olaszországban. 1979-ben a párt 3 mandátumot szerzett az európai parlamenti választásokon.
Az 1980-as években a párt inkább a nemzetközi és európai integrációs kérdésekre fókuszált: egyik kezdeményezője volt az Európai Zöld Párt létrehozásának. 1989-ben a párt civilszervezetté alakult: Transznacionális Radikális Párt néven az ENSZ-szel működött együtt olyan pártokat támogattak, akik az emberi jogok elkötelezett hívei voltak.

## Ideológia
A párt antiklérikus volt. Emellett elkötelezett volt a polgárjogi harcokban. Magát a párt a baloldali libertarianizmushoz sorolta. Fontosnak tartották, hogy Olaszországban az elnöki rendszer kerüljön bevezetésre, valamint amerikai mintára, a relatív többségi szavazás választási rendszere. Támogatták a baloldali pártok, de a baloldalon számos párt elutasította a Radikális Párt közeledését, elsősorban az Olasz Kommunista Párt szimpatizánsai, hiszen a radikálisok antikommunisták és gazdasági liberálisak voltak. Valamint eleinte a kommunisták ellenezték a radikálisok fémjelezte szexuális szabadság eszméjét. A Radikálisok kötelezetten hittek a közvetlen demokráciában, aminek legjellemzőbb formája a népszavazások támogatása volt.
A párt támogatója a válás engedélyezésének, amiről 1974-ben ügydöntő népszavazást indítottak. 1976-os választáson a pártlistán nyíltan meleg politikusok voltak.